# روبن شوگاریان
روبن روبرتی شوگاریان (Ռուբեն Ռոբերտի Շուգարյան؛ زادهٔ ۱۹ اکتبر ۱۹۶۲ - درگذشته ۲۱ آوریل ۲۰۲۰) یک چهره سیاسی، دیپلمات، سخنران و پژوهشگر اهل ارمنستان که از تاریخ ۲۰۰۵ تا تاریخ ۲۰۰۸ به عنوان سفیر فوق‌العاده و تام‌الاختیار جمهوری ارمنستان در ایتالیا، اسپانیا و پرتغال خدمت نمود. شوگاریان پیشتر از تاریخ ۱۹۹۳ تا ۱۹۹۹ سفیر جمهوری ارمنستان در ایالات متحده آمریکا بود.

## زندگی‌نامه
در ۱۹ اکتبر ۱۹۶۲ در مسکو به دنیا آمد و در سال ۱۹۸۵ از دانشگاه دولتی زبان‌ها و علوم اجتماعی بروسوف ایروان و در سال ۱۹۸۹ از دانشکده فلسفه دانشگاه دولتی ایروان فارغ‌التحصیل شد. شوگاریان از سال ۱۹۸۵ تا ۱۹۹۱ در انستیتو پلی تکنیک ایروان زبان انگلیسی را تدریس می‌نمود. وی متأهل و صاحب سه پسر بود. شوگاریان به زبان‌های ارمنی، روسی و انگلیسی تسلط داشت. از نوامبر ۱۹۹۱ تا ژوئیه ۱۹۹۲ دستیار رئیس‌جمهور ارمنستان بود. شوگاریان از سال ۲۰۰۸ ساکن ایالات متحده آمریکا بود. وی در ۲۱ آوریل ۲۰۲۰ در سن ۵۷ سالگی در بوستون، ماساچوست درگذشت.